# Histoire de la grandeur et de la décadence de César Birotteau
Histoire de la grandeur et de la décadence de César Birotteau est un feuilleton télévisé en six épisodes de 52 minutes, adapté du roman César Birotteau d'Honoré de Balzac, et diffusé à partir du 2 avril 1977 sur Antenne 2.
Au Québec, le feuilleton a été diffusé en six parties à partir du 30 juin 1978 à la Télévision de Radio-Canada dans Hors série sous le titre César Birotteau.

## Fiche technique
- Adaptation et dialogues de Jacques Rémy
- Réalisation de René Lucot
- Musique : Louis Bessières

## Distribution
- Martin Trévières : César Birotteau
- Dorothée Jemma : Césarine Birotteau
- Anouk Ferjac : Constance Birotteau
- Sylvain Moreau : Anselme Popinot
- René Berthier : Pillerault
- Philippe Mercier : Ferdinand du Tillet
- Jean-Marie Bernicat : Alexandre Crottat
- Gérard Caillaud : Félix Gaudissart
- Lucien Charbonnier : Molineux
- Marcel Dossogne : Charles Claparon
- Jacques Dynam : M. Roguin
- Geneviève Kervine : Mme Roguin
- Marius Balbinot
- Fanny Cottençon
- Christian Edimon
- Nane Germon
- Suzy Hannier
- Gérard Jourde
- Jean Lanier
- Margo Lion
- Robert Rondo
- Jean Rougerie
- Pierre Valde

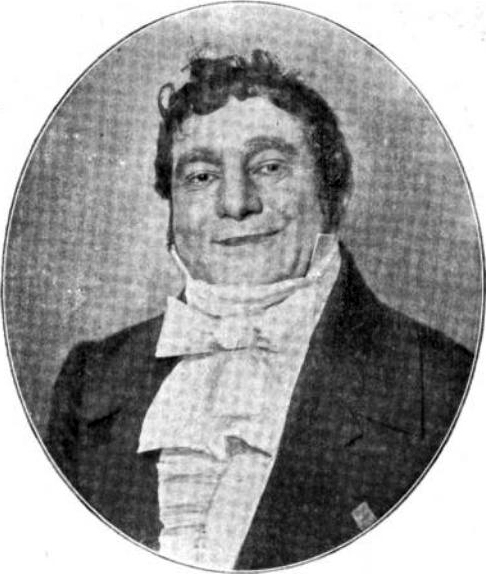
Firmin Gémier en César Birotteau (1910)
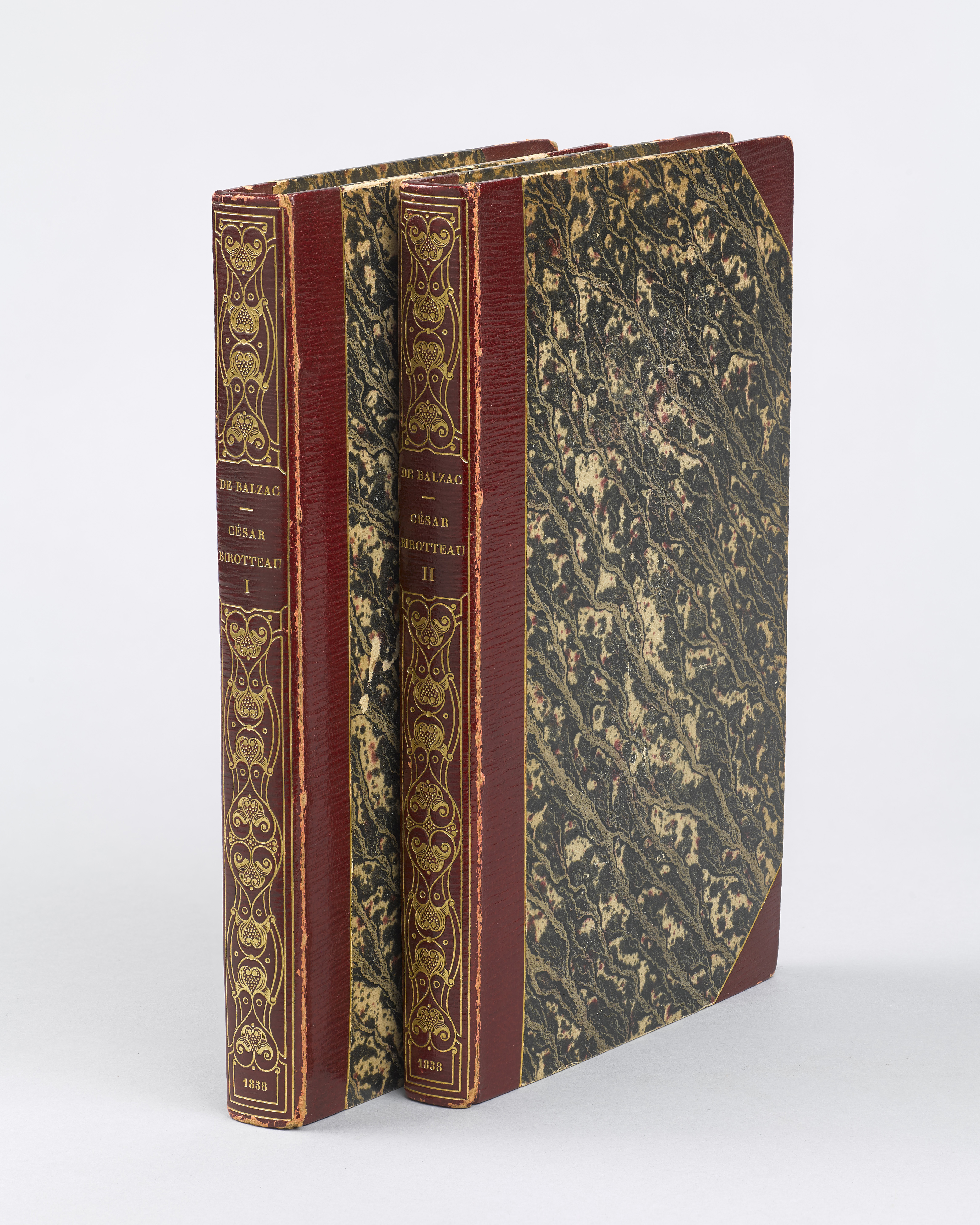
édition de 1838